# Deadpool XXX: A Porn Parody
Deadpool XXX: A Porn Parody (auch bekannt als This Can’t Be Deadpool XXX + X) ist eine US-amerikanische Porno-Parodie der Comicfigur Deadpool.

## Handlung
Der Film dreht sich um den Charakter Deadpool, die auf viele andere Charaktere aus dem Marvel-Universum trifft und dabei sexuelle Abenteuer erlebt.

## Produktion und Veröffentlichung
Der Film wurde von Spizoo produziert und wird von Girlfriends Films vermarktet. Regie führte Ralph Long und das Drehbuch schrieben Otis Siffer und Paul Shiffer. Erstmals wurde der Film im September 2015 auf DVD veröffentlicht.
Im Jahr 2018 erschien eine andere Pornoparodie eines anderen Regisseurs auf Deadpool mit dem Titel Deadpool XXX: An Axel Braun Parody.